# Erwangzhuang
Erwangzhuang är en köping i Kina. Den ligger i storstadsområdet Tianjin, i den norra delen av landet, omkring 33 kilometer nordost om stadens centrum. 